# Marianowo

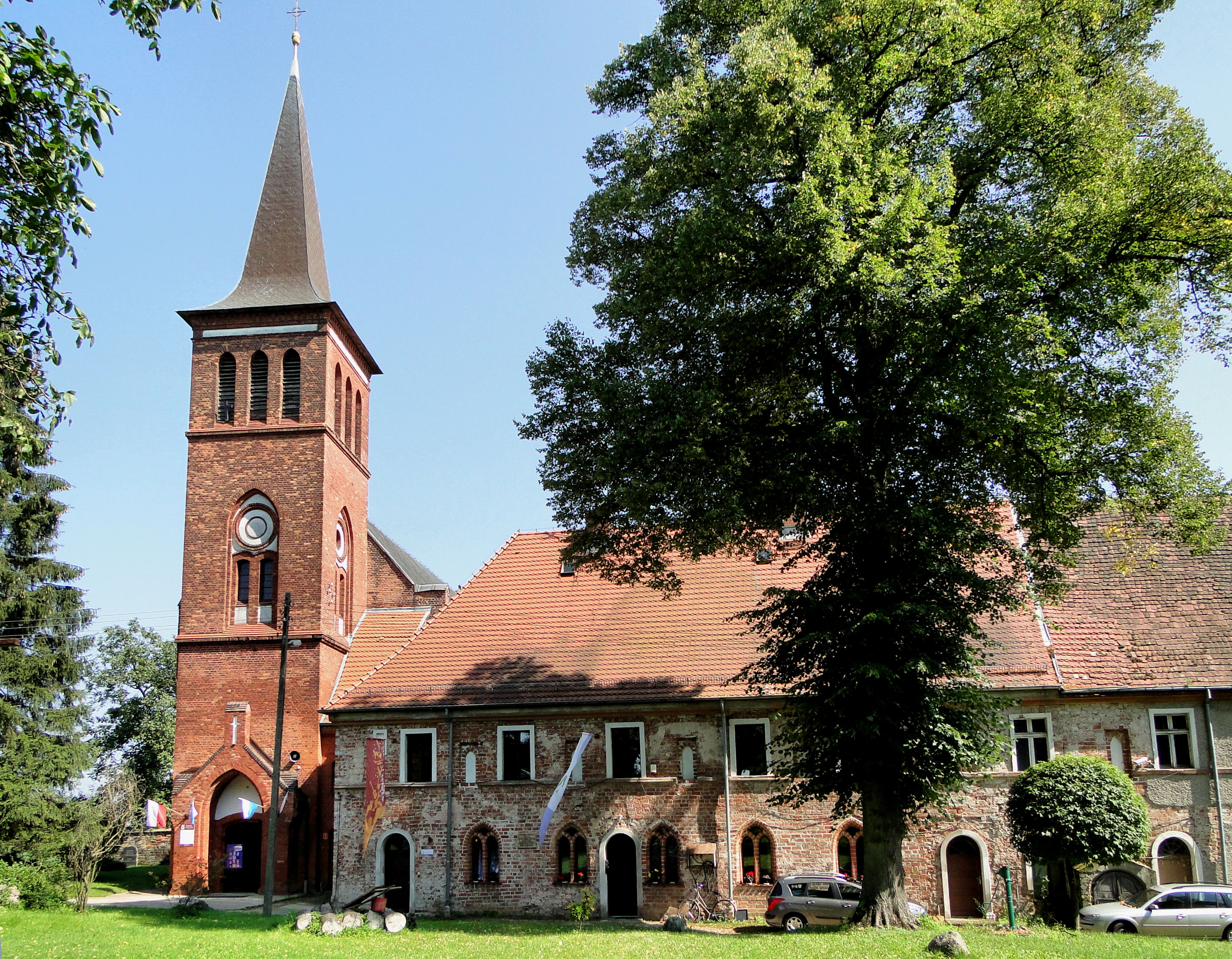
Marianowos kloster

Marianowo, tyska: Marienfließ, är en by och centralort i landskommun i nordvästra Polen, tillhörande distriktet Powiat stargardzki i Västpommerns vojvodskap. Huvudorten Marianowo ligger 16 kilometer nordost om Stargard och har omkring 900 invånare, medan hela kommunen Gmina Marianowo hade totalt 3 211 invånare i juni 2014.

## Kultur och sevärdheter
Till ortens största sevärdheter hör det tidigare cisterciensnunneklostret, grundlagt 1248 av hertig Barnim I av Pommern. Klostret omvandlades till jungfrustift 1569 efter reformationen och drevs som sådant fram till 1945. Delar av klostret är idag tillgängliga för allmänheten, medan andra är privatbostäder.